# نيل ويلسون
نيل ويلسون (بالإنجليزية: Neil Wilson)‏ هو لاعب كرة قاعدة أمريكي، ولد في 14 يونيو 1935 في لكسينغتون في الولايات المتحدة، وتوفي في 20 فبراير 2013 في جاكسون في الولايات المتحدة.

## وصلات خارجية
- نيل ويلسون على موقعبيزبول رفرنس.كوم (الدوري الرئيسي) (الإنجليزية)
- نيل ويلسون على موقعبيزبول رفرنس.كوم (الدوري الثانوي) (الإنجليزية)